# I Got It (Bhad Bhabie)
I Got It è un singolo della rapper statunitense Bhad Bhabie, pubblicato il 30 novembre 2017.

## Tracce
1. I Got It – 2:46